# マケフ
マケフ(Makefu)は、ニウエの14の村のひとつである。
2011年の調査では、人口は69人である。

## 観光地
沖はよく知られているダイビングエリアで、特にサメやウミガメの観察が出来る。ニウエに初めて人類が上陸した地点として知られ、後に王の浴場となったアヴァイキ洞窟は、マケフに位置する。

## スポーツ
マケフFCというフットボールクラブがあり、ニウエサッカー大会に参加している。　